# Valerij Hoborov
Valerij Hryhorovyč Hoborov (in ucraino Валерій Григорович Гоборов?, in russo Валерий Григорьевич Гоборов?, Valerij Grigor'evič Goborov; Cherson, 20 gennaio 1965 – Mosca, 7 settembre 1989) è stato un cestista sovietico.

## Carriera
Con l'Unione Sovietica ha disputato i Giochi olimpici di Seul 1988 e due edizioni dei Campionati europei (1987, 1989).